# Katsutarō Kouta
Katsutarō Kouta (小唄 勝太郎, Kouta Katsutarō), 6 novembre 1904 – 21 juin 1974, est une geisha et chanteuse japonaise du genre ryūkōka. Ce genre comme ses chansons sont appelés « nouveau min'yō ». L'époque au cours de laquelle elle et une autre chanteuse geisha Ichimaru sont très populaires est appelée l'« ère Katsu-Ichi ».

## Carrière
Katsutaro est à l'origine une geisha. Elle fait ses débuts dans la chanson avec le titre Sado Kouta (佐渡小唄) en 1930 puis paraît Shima no Musume (島の娘) en 1932. La chanson devient un énorme succès en 1933 et se vend à 600 000 exemplaires. Cela entraîne cependant quelques problèmes avec des membres du Ministère de l'Intérieur parce que la chanson fait allusion à des relations sexuelles illicites
En 1933, Katsutaro et Issei Mishima chantent en duo Tokyo Ondo composée par Shinpei Nakayama. Vendu à 1.2 million d'exemplaires, c'est le plus grand succès de l'époque au Japon.
Elle participe trois fois à l'émission télévisée Kohaku Uta Gassen. Le 25 septembre 2005, un monument à sa mémoire est dévoilé dans sa ville natale de Niigata.

## Discographie partielle
- 1932 : Shima no Musume (島の娘?)
- 1933 : Tokyo Ondo (東京音頭?)
- 1936 : Manshu Gurashi (満州ぐらし?)
- 1940 : Kenkoku Sakura (建国さくら?)

## Source de la traduction
- (en) Cet article est partiellement ou en totalité issu de l’article de Wikipédia en anglais intitulé « Katsutaro Kouta » (voir la liste des auteurs).